# Entosthodon angustifolius
Entosthodon angustifolius är en bladmossart som beskrevs av Juratzka och Carl August Julius Milde 1870. Entosthodon angustifolius ingår i släktet koppmossor, och familjen Funariaceae. Inga underarter finns listade i Catalogue of Life.